# Sungai Dua (Rambutan)
Sungai Dua is een bestuurslaag in het regentschap Banyuasin van de provincie Zuid-Sumatra, Indonesië. Sungai Dua telt 3382 inwoners (volkstelling 2010).